# تشعب الأوردوفيشي

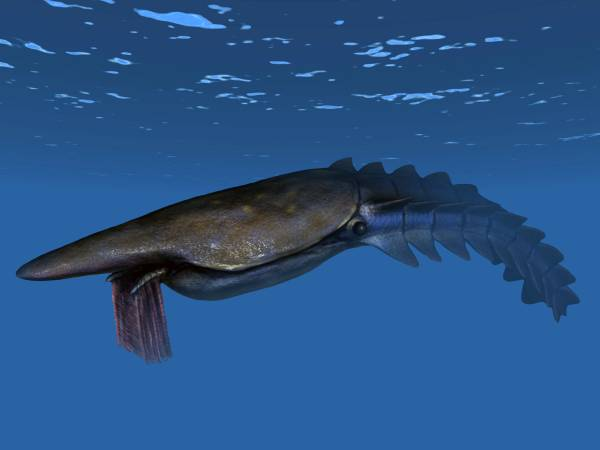

تشعب الأوردوفيشي أو أو حدث الأوردوفيشي العظيم للتنوع الحيوي (GOBE)، وهو تشعب تطوري للحياة الحيوانية حدث خلال العصر الأوردوفيشي، بعد الانفجار الكامبري بـ 40 مليون سنة، عندما تلاشت الحيوانات الكامبرية المميزة وحل مكانها حيوانات حقبة الحياة القديمة غنية بالمغذيات المعلقة وحيوانات البحر المفتوح.